# チョクトー語
チョクトー語（チョクトーご、チョクトー語: Chahta'）は、マスコギ語族に属する言語である。話者はインディアン部族のチョクトー族の人々であり、アメリカ合衆国の南東部に居住し、一部はインディアン準州（現在のオクラホマ州）に居住する。話者数は10,400人ほどで、減少しつつある。遠隔教育による言語保存が主流である。構文はSOV型で、主語には強制的に主格がつくが、目的語に明白な対格をつける必要はない。

## 文字
チョクトー語の文字はラテンアルファベットを基準としており、19世紀初頭アメリカの同化政策により文字が発展した。もっとも一般的なチョクトー文字はバイイントン文字、バイイントン・スワントン文字、そして現代チョクトー文字の三種に分かれる。

チョクトー語の言語学的ア子音ルファベット

バイイントン文字
バイイントン・スワントン文字

現代チョクトー文字

## 音韻
|      | 両唇音 | 唇歯 | 歯茎   | 歯茎   | 硬口蓋 | 軟口蓋 | 声門 |
|      |        |      | 中線音 | 側面音 |        |        |      |
| ---- | ------ | ---- | ------ | ------ | ------ | ------ | ---- |
| 破裂 | p b    |      | t      |        |        | k      | ʔ    |
| 鼻   | m      |      | n      |        |        |        |      |
| 摩擦 |        | f    | s      | ɬ      | sh [∫] |        | h    |
| 破擦 |        |      |        |        | č [ʧ]  |        |      |
| 接近 |        |      |        | l      | y [j]  | w      |      |

無声破裂音は英語と同様に発音される。/t, n, l/は英語の子音と同様の歯茎音である。čは英語のcheeseのchと同様に発音される。
/k/と/h/の後に有声の子音が続いた場合は、語中に母音が添加される。
母音
|                    | 短母音 | 長母音 | 鼻母音 |
| ------------------ | ------ | ------ | ------ |
| 非円唇前舌狭母音   | i      | ii     | ĩ      |
| 非円唇後舌半狭母音 | o      | oo     | õ      |
| 非円唇中舌広母音   | a      | aa     | ã      |

チョクトー語は日本語と同様、音の高低差を用いるピッチ・アクセントである。

## 音節
チョクトー語の音節はそれぞれ子音と母音を必要とし、基本的に頭字音にも結び子音にも一つより多い子音を持たない。
軽音節
V　　　　a.bih　　　　　殺す
CV　　　no.sih　　　  　眠る
重音節
VV　　　ii.chih　　　　   運転する
CVV 　　pii.ni'　　　　　ボート、列車
V　　  　a.chi'　　　　　キルト
CV　　　ta.chi'　　　　　とうもろこし
VC　　　ish.ki'　　　　　母親
CVC　　ha.bish.ko'　　　鼻
超重音節
VVC　　óok.cha-cha　　彼女/彼が起き上がって…
CVVC　 náaf.ka'　　　　ドレス
VC　　  at　　　　　　　来て、それで
CVC　　ok.hish　　　　 薬

## 文法
チョクトー語は一貫して主要部終端型で構成された文法を用い、ヘッドマーキングとディペンデントマーキングを混合して使う。
構文は基本的にはSOV型だが、抑揚のつけ方によってはOSV型、SVO型も可能である。